# فیات ۵۲۰
فیات ۵۲۰ (Fiat 520) خودرویی است که در سال‌های ۱۹۲۱ تا ۱۹۲۲تولید شده‌است.
این خودرو در کلاس خودرو لوکس قرار گرفته و طراحی آن خودروهای موتور جلو-محور عقب بوده است. سیستم جعبه‌دندهٔ آن ۳ دنده به صورت دستی است.